# Cesare Bussi
Cesare Bussi (Torino, 6 gennaio 1961) è un ex velocista e bobbista italiano, detentore, con il tempo 21"49 della 176ª miglior prestazione italiana di tutti i tempi sui 200 metri piani.

## Biografia

### Atletica leggera
Bussi, giovanissimo cominciò ad ottenere buoni risultati nell'atletica leggera; nel 1980, diciannovenne, fu finalista sui 200 m ai campionati italiani assoluti, vinti da Pietro Mennea. Nello stesso anno fu nazionale juniores a Perugia, nell'incontro internazionale Italia-Inghilterra e campione italiano juniores dei 200 m a Firenze.

### Bob
Costretto al ritiro dall'atletica leggera per problemi ai tendini, si diede al bob, partecipando alle gare di Coppa del Mondo, negli anni 1980, e nell'1984, ai Campionati europei juniores di bob a due a Cervinia, si piazza al 5º posto, sfiorando la qualificazione ai Giochi olimpici invernali di Sarajevo 1984.
Nella nazionale italiana maggiore di bob vanta tre presenze tra il 1983 e il 1984

## Palmarès

### Bob
| Anno | Manifestazione   | Sede     | Evento    | Risultato | Prestazione | Note |
| ---- | ---------------- | -------- | --------- | --------- | ----------- | ---- |
| 1984 | Europei juniores | Cervinia | Bob a due | 5º        |             |      |

## Campionati nazionali

### Atletica leggera
- 1 volta campione nazionale juniores nei 200 metri piani (1980)

1980
- Oro ai Campionati italiani juniores (Firenze), 200 metri

### Bob
1986
- Argento ai Campionati italiani (Cervinia), bob a quattro

1987
- Bronzo ai Campionati italiani (Cortina d'Ampezzo), bob a quattro